# Lillebonne
Lillebonne es una ciudad francesa situada en el departamento del Sena Marítimo en la región de la Normandía.

## Geografía
Lillebonne está situada a unos 40 kilómetros, al este de El Havre en la ribera derecha del río Sena, pero alejada, por unos cuantos quilómetros, del río: Superficie: 1.466 ha.:
- 20% de superficie urbanizada (298 ha.)
- 15% de superficie boscosa (211 ha.)
- 48% de superficie agrícola (709 ha.)
- 15% de infraestructuras (219 ha.)

## Demografía
| 7757 | 9615 | 10 241 | 9622 | 9310 | 9738 |
| Para los censos de 1962 a 1999 la población legal corresponde a la población sin duplicidades (Fuente: INSEE [Consultar]) |      |        |      |      |      |

## Historia

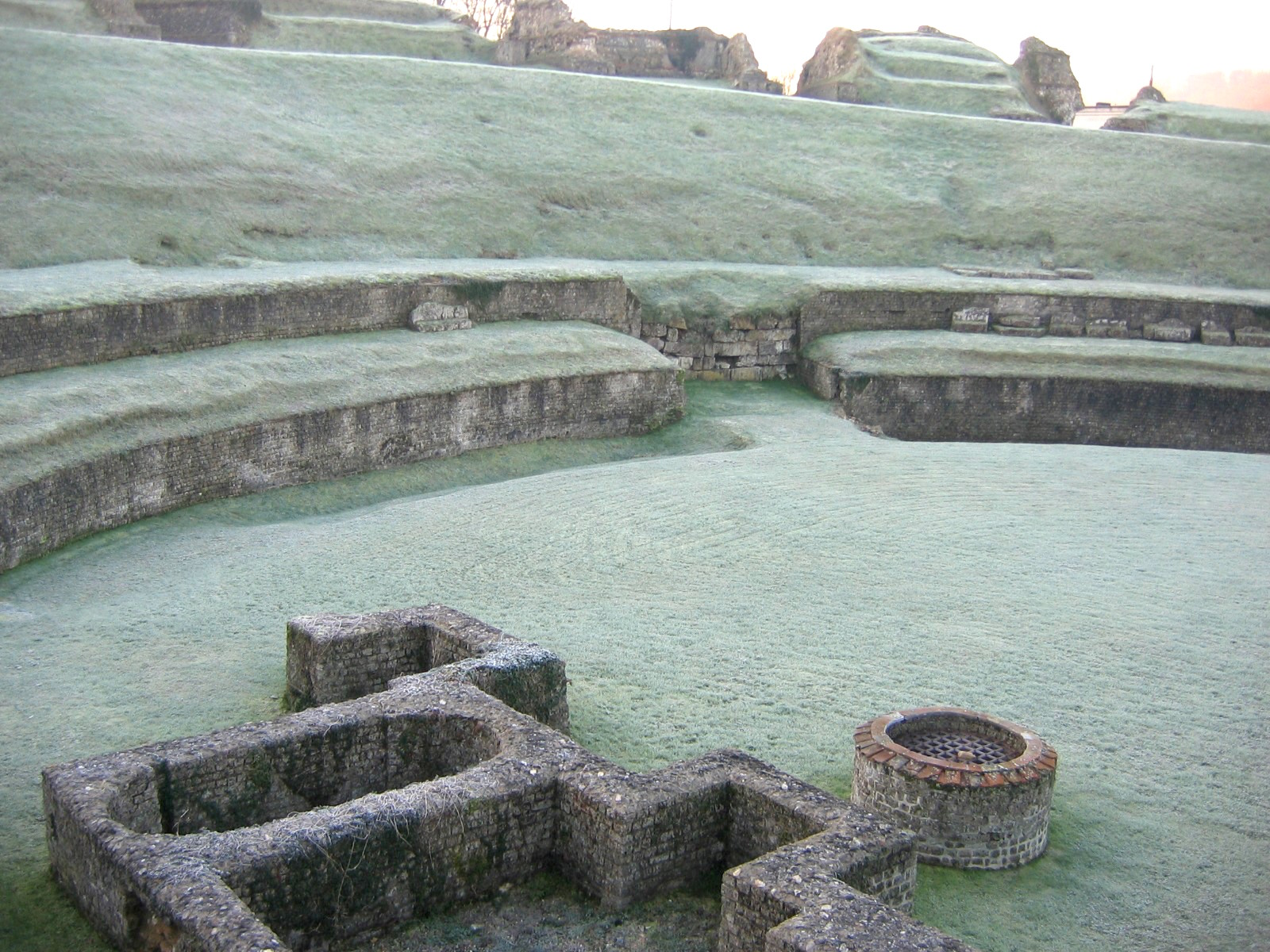
Teatro galo-romano de Lillebonne.

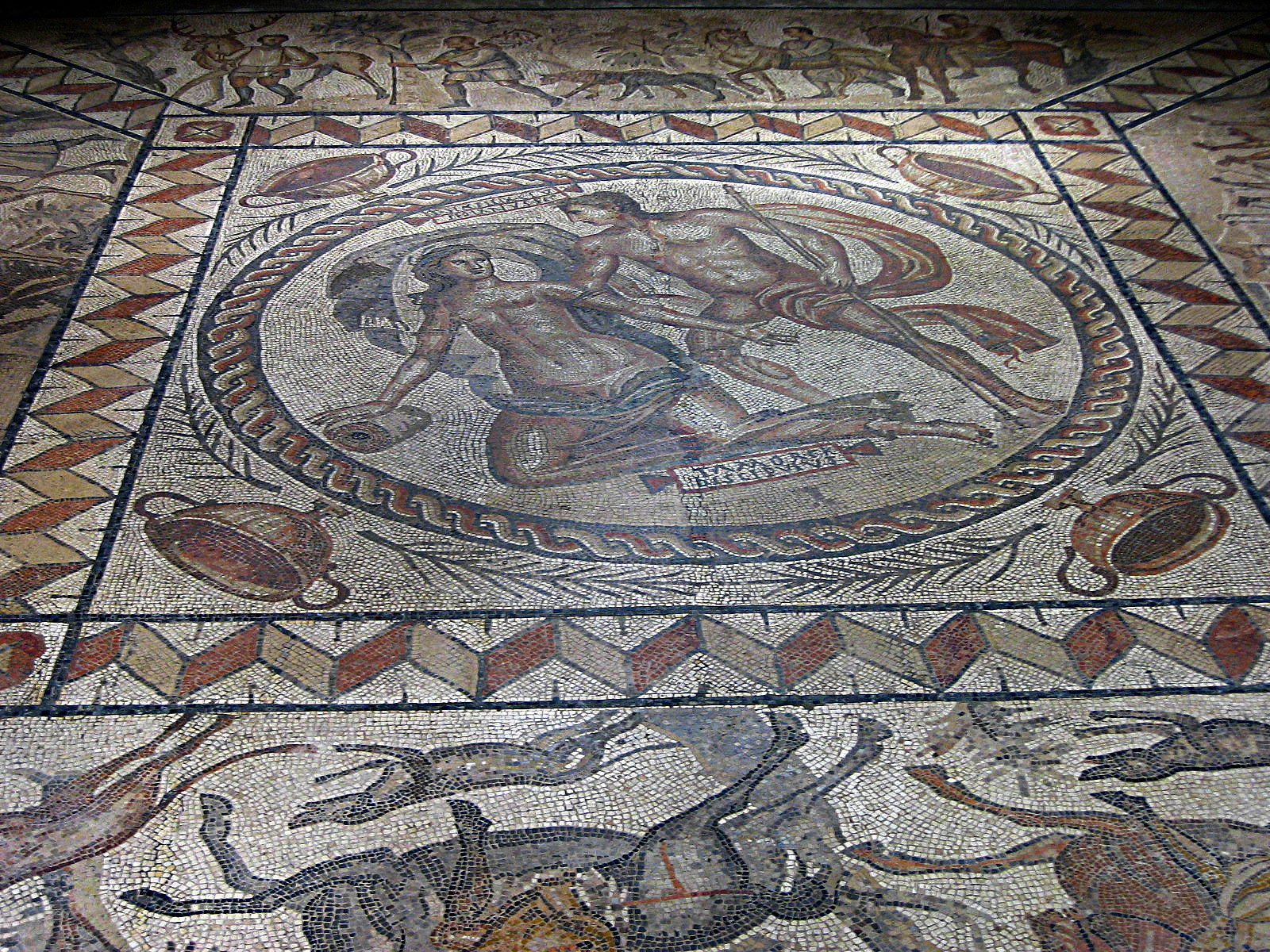
Mosaico de Orfeo de Lillebonne, Museo de la antigüedades del Sena Marítimo.

Lillebonne posee una larga historia que se remonta a la tribu gala de los Caletas, origen del nombre de la región el País de Caux del que durante un tiempo fue la capital. En el período galo-romano conoció una gran prosperidad debida a la presencia de un puerto en el Sena. Lillebonne aparece mencionada en la Geografía de Ptolomeo (Libro II, 8, 1), después, en el siglo III fue conocida como Juliobona. El recinto comprendía un área urbana de una 50 hectáreas. Tenía un anfiteatro, un mithraeum y unas termas romanas. Estaba rodeada por ricas mansiones y domus. Durante los siglos siguientes, las piedras fueron reutilizadas para la construcción de murallas de protección contra las invasiones bárbaras, más tarde se volvieron a utilizar para la construcción de la abadía de Jumièges. Durante el Bajo Imperio la ciudad tenía una guarnición romana.
Las investigaciones llevadas a cabo a lo largo del siglo XIX han descubierto numerosos vestigios. En 1823 una gran estatua de Apolo en bronce (1,90 de alto), fue descubierta cerca del antiguo teatro. Data del siglo II y se encuentra en el Museo del Louvre. Un importante mosaico galo-romano, bien conservado, representando una cacería durante la brama (de los ciervos), proviene de una villa suburbana y está expuesta en el Museo de las antigüedades de Ruan. La ciudad  tiene su propio museo arqueológico.
En la Edad Media se celebró un concilio  en la  aldea en 1080. Reunido el clero de la región se puso orden en las reglas referentes a la moral, el dogma y la liturgia.

## Breve cronología
- Fin del siglo I: Construcción del anfiteatro romano
- Fin del siglo II: Incendio y reconstrucción de la ciudad
- Siglo IX: Incursiones de los vikingos
- Siglo XI: Edificación del castillo de Lillebonne por el duque Guillermo el Conquistador, desde aquí decidió partir a la conquista de Inglaterra 1066
- 1123: Lillebonne pasa a la Casa d’Harcourt
- 1162: Estancia en el castillo de Enrique II de Inglaterra
- 1180-1223: Construcción del torreón de Felipe II de Francia
- 1256: Estancia de Luis IX de Francia en el castillo
- 1415: el castillo es tomado por los ingleses
- 1449: Carlos VII de Francia quita el castillo a los ingleses
- 1517: Construcción de la iglesia de Notre-Dame. Crecimiento demográfico, la ciudad se extiende, entonces, alrededor de las murallas
- 1700: El conde de Lillebonne es nombrado duque
- 1778: Visita de Luis XVI de Francia y de María Antonieta
- 1790: M. Catel, cura de Lillebonne, es nombrado primer alcalde
- 1792: Huida del duque d’Harcourt. El dominio es vendido como bien nacional  y las tierras sirven para la implantación de fábricas.
- 1823: Inauguración del servicio de diligencias de El Havre a Ruan
- 1871: Es ocupada por los prusianos
- Segunda Guerra Mundial, es ocupada por las tropas alemanas
- 1944: Bombardeo de la ciudad por la aviación inglesa
- 1955: Construcción del primer grupo HLM
- 1982: Nuevo plan de circulación y peatonal
- 2005: Reforma del plan de circulación y Ruta del Patrimonio

## Personas destacadas
- Daniel Authouart, pintor nacido en Lillebonne el 17 de septiembre de 1943
- Annie Ernaux, escritora y Nobel de Literatura de 2022.
- Albert Glatigny, nacido en Lillebonne el 21 de mayo de 1839, muerto en Sèvres el 1 de abril de 1873
- Geofrey Oryema, cantante, vivió en Lillebonne